# Nyanatiloka Mahathera

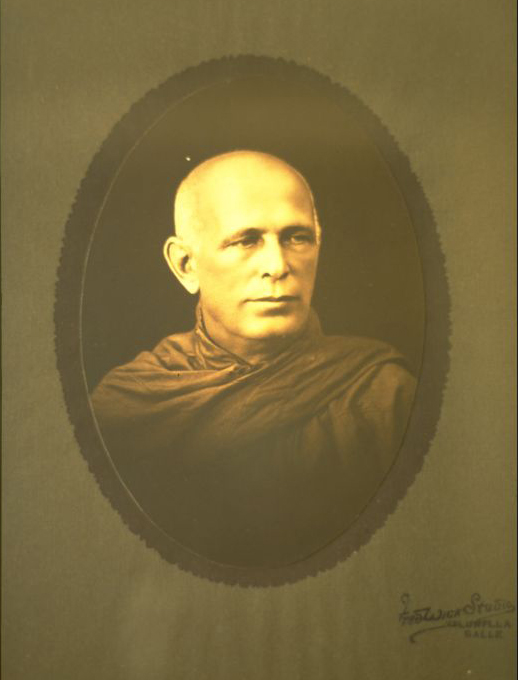
Nyanatiloka Mahathera

Nyanatiloka Mahathera (Wiesbaden, 19 de fevereiro de 1878 - Colombo, 28 de maio de 1957), nascido como Anton Walther Florus Gueth, foi um dos primeiros ocidentais nos tempos modernos a se tornar um Bhikkhu, um monge budista totalmente ordenado.